# Kristoffer Throndsen
Kristoffer Throndsen (c. 1500 – 1565), connu aussi après sa mort sous le nom de Kristoffer Rustung, est successivement écuyer, noble, corsaire, pirate et amiral norvégien. Kristoffer Throndsen sera également au service de l’archevêque Olav Engelbrektsson, dirigeant norvégien pendant l’interrègne qui suit la fin de l’union de Kalmar.
Kristoffer Throndsen est connu pour le rôle qu’il joue dans les années précédant la réforme protestante en Norvège. Il dirige la flotte norvégienne, défendant la Norvège des attaques des navires danois. Il assassine Vincens Lunge, un noble danois envoyé par le roi Christian III de Danemark à Bergen dans les années 1520 pour faire valoir l’annexion de la Norvège par le Danemark.
Cet épisode de l’histoire de la Norvège est commémoré tous les deux ans lors d’un traditionnel « opéra de minuit », financé à l’origine par le ministère norvégien de la culture. Cet opéra intitulé Olav Engelbrektsson est joué dans le château de Steinvikholm, à proximité de Trondheim.
Après 1536, Kristoffer Throndsen commets un certain nombre d’actes de piraterie, sous le pavillon de puissances étrangères, le long des côtes norvégiennes, attaquant les navires ainsi que les installations danoises en Norvège. Vers 1542-43, Kristoffer Throndsen demande à Christian III de lui accorder l’amnistie pour ses actes de piraterie et probablement également pour le meurtre de Vincens Lunge. Il l’obtient et devient amiral de la flotte danoise, puis consul du roi du Danemark, à Copenhague.
Son enfant le plus célèbre est Anna Throndsen, connue en Norvège sous le surnom de « la Dame écossaise » (Skottefruen). Elle est l’épouse de James Hepburn, connu surtout pour sa liaison avec Marie Stuart, reine d'Écosse, dont il finit par être le troisième mari.

## Biographie

### Ses origines
Les origines de Kristoffer Throndsen sont peu documentées. Il serait né aux alentours de 1500 à Seim, Kvinnherad, aujourd’hui dans le comté de Hordaland, en Norvège. Ses ancêtres, parents inclus, ne sont pas connus avec certitude. D’après deux arbres généalogiques datant du XVIIe siècle, ses parents auraient été Trond Sigurdsson Rustung de Seim et Karen Koll de Nessa. Toutefois, cette information n’a pas pu être confirmée.

### La réforme protestante et les troubles
Kristoffer Throndsen arrive à Trondheim vers 1527, où il devient une sorte de bras droit de l’archevêque Engelbrektsson, le dernier évêque catholique de Norvège, jusqu’en 1537. Kristoffer Throndsen pourrait être un neveu ou un cousin de l’archevêque Engelbrektsson, mais cette théorie n’a pas pu être prouvée.
En 1537, un pirate du nom de Klement vient à Bergen où il prend en otage les membres du clergé. Vincens Lunge, alors seigneur de Bergen, assemble une flotte pour partir libérer la ville. Il reçoit également l’aide de l’archevêque Engelbrektsson, qui lui envoie Kristoffer Throndsen et quelques navires.
Quelque temps après, une rumeur affirme que le roi danois a déchu un autre seigneur, celui du d’Akershus. Vincens Lunge, inquiet, demande à Kristoffer Throndsen de rester avec lui pendant quelque temps pour le défendre. Mais Kristoffer  Throndsen s’impatiente et capture des navires de commerce hollandais, écossais et anglais. Il finit alors par être accusé de piraterie. Le roi Jacques V d'Écosse exige de Vincens Lunge la libération des navires Bonaventura and Pheyther. Vincens Lunge demande alors que les marchandises volées soient remplacées ou que les coupables, notamment Olaf Lang etKristoffer  Throndsen, soient exécutés. LorsqueKristoffer  Throndsen et ses hommes arrivent à Bergen, ils sont arrêtés mais parviennent à s’échapper de leur prison un matin de bonne heure.
En 1533, Christian III est proclamé roi de Danemark et de Norvège à la mort de son père Frédéric Ier de Danemark. Il doit alors s'imposer face aux partisans de Christian II et aux Lübeckois et prend donc une part active à la Grevens Fejde (guerre du comte) de 1534 à 1536, opposant les catholiques aux partisans de la Réforme protestante. Kristoffer Throndsen se retire dans le château de Steinvikholm.
L’archevêque Engelbrektsson voit se détériorer ses relations avec Vincens Lunge, engendrant de nombreux conflits entre eux, mais également ses relations avec Inger Ottesdotter Rømer, la plus riche propriétaire de Norvège de cette époque et belle-mère de Vincens Lunge.
En 1535, Vincens Lunge est envoyé à Trondheim pour négocier la paix et mettre fin à la Grevens Fejde. En janvier 1536, il est assassiné par Kristoffer Throndsen et ses hommes. Kristoffer Throndsen est alors envoyé capturer les terres de Vincens Lunge à Bergen. Il est trahi et emprisonné à la forteresse de Bergenhus. Peu après, il est échangé contre le diplomate Eske Bille, capturé par quelque temps plus tôt par l’archevêque Engelbrektsson.
En 1536, le roi Christian III impose le luthéranisme dans l’ensemble du Royaume du Danemark et de Norvège. Les évêques et archevêques catholiques sont alors déchus et arrêtés. Kristoffer Throndsen et l’archevêque Engelbrektsson fuient la Norvège de justesse et se réfugient à Lierre, en Belgique, qui est alors l’une des plus grandes villes d’Europe et deviendra le théâtre d’une lutte politico-religieuse entre l'Europe du Nord protestante et la très catholique Espagne. L’archevêque Engelbrektsson y finit ses jours en 1537.

### Corsaire, pirate, puis amiral
Par la suite, Kristoffer Throndsen obtient une lettre de marque, sous le titre de Christoph von Trundheim, Marskalk in Norweger, délivrée par Frédéric II le Sage, comte palatin du Rhin, devenant ainsi corsaire. Il participe alors à la guerre livrée à la France par Charles Quint, sous sa protection ainsi que celle de Marie de Bourgogne. Il est rapporté qu’une fois Kristoffer Throndsen est parti de Veere, en Zélande, avec trois navires et réussit à capturer neuf navires français.
Kristoffer Throndsen s’installe alors à Emden, ville située en Frise Orientale, en Allemagne. Il devient proche d’Ennon II, comte de Frise orientale. Sous sa protection, il attaque la côte norvégienne à de nombreuses reprises, notamment l’abbaye d’Utstein et l'évêché de Stavanger. Il attaque également de nombreux navires danois et, bien que le roi danois envoie des navires à sa poursuite, il ne sera jamais capturé.
Vers 1542-1543, Kristoffer  Throndsen demande et obtient l’amnistie de Christian III. Il devient alors officier dans la flotte danoise. Il commande d’abord un équipage d’une vingtaine d’hommes mais progresse rapidement dans la hiérarchie. En trois mois seulement, il devient amiral (Rigernes Admiral, c’est-à-dire amiral des royaumes). Il est alors à la tête de 40 navires avec un équipage de 5,000 hommes. À ce moment, il est le seul Norvégien à occuper un poste de dirigeant dans la flotte danoise. Parmi ses missions notables, on retient qu’il part mater une rébellion en Islande et participe plus tard à la guerre nordique de Sept Ans contre l’amiral suédois Jacob Bagge.
Kristoffer Throndsen meurt en 1565 à l’âge approximatif de 65 ans. Il est probablement inhumé dans l’église de Kvinnherad, en Norvège.

## Sa famille
Kristoffer Throndsen était marié à Karen Knutsdatter, dont le nom est cité dans une jugement de 1569. Les mêmes arbres généalogiques qui mentionnent les parents de Kristoffer Throndsen donnent également des renseignements sur son épouse qui n’ont pas pu être vérifiées : son nom de famille serait Schanke et son père serait Knut Pedersen, archidiacre de Trondheim, portant lui aussi le nom de famille Schanke alors que son propre sceau semblerait contredire cette information.
Kristoffer Throndsen a eu huit enfants avec Karen :
- Enno, leur seul fils, bandit de grand chemin, marié à la fille d’un commerçant de Danzig. Ils n’ont pas eu d’enfant et il meurt exécuté[8].
- Anna, surnommée « la Dame Écossaise » (Skottefruen), épouse de l’amiral écossais James Hepburn, connu surtout pour sa liaison avec Marie Stuart, reine d'Écosse, dont il finit par être le troisième mari.
- Kristine, mariée à Torbjørn Olavsen Nes[1].
- Magdalene, mariée au væpner (écuyer) Erik Eriksen Orm de Vatne (aujourd'hui dans la kommune de Haram, qui auront de nombreux descendants[8]. L’un des leurs arrière-petits-fils est l’amiral Lauritz Galtung[9], lui-même ancêtre du poète russe Alexandre Pouchkine.
- Dorthea (nommée Dorthie Trunsie dans les documents écossais), épouse de Sir William Stewart of Lutherie, roi d'Armes Lord Lyon[10].
- Else, mariée à Jon Haard (l'ancien) de Gjersvik puis à Axel Frederiksen Fridag, juge à Bergen, et finalement à Anders Mowatt d'Hugoland[8],[10].
- Maren, mariée à Kvinnherad à Olav Jonson Theiste de Bjelland (aujourd'hui dans la kommune de Marnardal)[8]. Ancêtre de Nicolas Bergh, homme de loi[11].
- Margrethe, d’abord mariée à Ølen (aujourd'hui Vindafjord) à Jørgen Pedersen Staur de Hervik (aujourd'hui dans la kommune de Tysvær) puis à Amund Lauritzen[8],[12].

## Son nom de famille
Kristoffer Throndsen sera plus tard connu sous le nom de famille « Rustung », bien qu’il n’ait jamais utilisé ce nom lui-même. Il semble que ce nom serait une invention danois datant du XVIIe siècle dont l’origine n’est pas connue.
En revanche,Kristoffer Throndsen et ses contemporains utiliseront différentes variation orthographiques de « Christoffer Trondsson ». On sait qu’il a signé de son nom sous la forme « Christoffer Trundsß », ce qui suggère qu’il aurait été lui-même à l’origine du nom de famille « Tronds » qu’ont porté plusieurs de ses filles. La création de noms de famille, par raccourcissement du patronyme, était courante aux Pays-Bas au cours des XVIe et XVIIe siècles.
Son sceau reprend ses initiales K et T. Il comprend également un blason, mais on ne sait pas s’il a été créé par Kristoffer Throndsen lui-même ou s’il l’a hérité de ses ancêtres. Son blason est repris dans des livres d’héraldique, notamment celui de son descendant Nicolas Bergh.

## Sources
- (en) Cet article est partiellement ou en totalité issu de l’article de Wikipédia en anglais intitulé « Kristoffer Throndsen » (voir la liste des auteurs).